# Blu profondo
Blu profondo (Deep Blue Sea) è un film fantascientifico horror statunitense del 1999 diretto da Renny Harlin e interpretato da Saffron Burrows, Thomas Jane e LL Cool J.
Blu profondo ha avuto un budget di produzione di $ 60-82 milioni e rappresenta il maggior successo commerciale del regista Renny Harlin. Il film è stato girato principalmente ai Fox Baja Studios in Rosarito, Messico, dove la produzione scelse set cinematografici con ampi serbatoi d'acqua costruiti per le riprese del noto Titanic di James Cameron. La maggior parte degli squali apparsi nel film erano animatroni o creati digitalmente.
Distribuito nelle sale durante la stagione estiva, Blu profondo ha incassato $ 164,6 milioni in tutto il mondo. È stato accolto generalmente con recensioni miste dai critici, che hanno apprezzato la suspense, il ritmo e le sequenze d'azione, ma criticato sia la mancanza di originalità sia le convenzioni dei film di serie B. Retrospettivamente, Blu profondo è stato considerato uno dei film di squali di successo, specialmente all'interno di un genere limitato che è stato dominato dal thriller Lo squalo di Steven Spielberg. Altri due sequel direct-to-video, Blu profondo 2 e Blu profondo 3, sono stati rilasciati nel 2018 e nel 2020.

## Trama
In una remota struttura sottomarina, i medici Susan McCallister e Jim Whitlock stanno conducendo ricerche sugli squali mako per aiutare nella riattivazione delle cellule cerebrali umane dormienti come quelle trovate nei pazienti affetti dalla malattia di Alzheimer. Dopo che uno degli squali fugge dalla struttura e tenta di attaccare una barca piena di persone, i finanziatori inviano il dirigente aziendale Russell Franklin a indagare sulla struttura. Susan e Franklin raggiungono in idrovolante la struttura di ricerca all'interno di una vecchia base navale della marina situata in mezzo all'oceano Pacifico; all'interno del quale sono tenuti tre esemplari di squali mako: due maschi e una femmina.
Susan e Jim dimostrano che la loro ricerca sta funzionando testando un certo complesso proteico che è stato rimosso dal tessuto cerebrale di Gen-2, la femmina del trio, che riattiva delle cellule cerebrali umane inattive. Ma la loro felicità termina quando Gen-2 si risveglia dall'anestesia e strappa con un morso il braccio destro di Jim. Brenda Kerns, l'operatore della torre, chiama un elicottero che affronta forti piogge e forti venti per evacuare Jim. Mentre Jim viene sollevato, il cavo si inceppa, facendo cadere Jim e la sua barella nel recinto degli squali. Uno degli squali afferra la barella e trascina l'elicottero facendolo schiantare contro la torre, uccidendo Brenda e i piloti, oltre a provocare massicce esplosioni che danneggiano gravemente la struttura.
Nel laboratorio, Susan, Franklin, il cacciatore di squali Carter Blake, la biologa marina Janice Higgins e l'ingegnere Tom Scoggins assistono allo squalo che scaraventa la barella contro la finestra principale del laboratorio, che poi si frantuma, annegando Jim e allagando la struttura. Il gruppo si reca all'ingresso umido della struttura, situato al terzo ed ultimo livello, dove intendono prendere un batiscafo per scappare. Sotto pressione di Franklin, Susan confessa agli altri che lei e Jim hanno modificato geneticamente gli squali per aumentare le dimensioni del loro cervello, poiché non erano naturalmente abbastanza grandi da produrre quantità sufficienti di complesso proteico; questo ha infranto il protocollo e ha reso gli squali più intelligenti e mortali. Nella cucina della struttura, parzialmente allagata, il cuoco predicatore Sherman "Preacher" Dudley, il cui pappagallo viene mangiato da uno squalo, riesce a uccidere il grosso pesce facendo esplodere con il suo accendino e il gas del forno acceso.
Quando il gruppo raggiunge l'ingresso umido, scopre che il batiscafo è stato danneggiato e non è idoneo all'uso. Mentre pronuncia un monologo che sottolinea la necessità di unità del gruppo, Franklin viene trascinato nella piscina sommergibile da uno squalo, strappato a metà e divorato. L'equipaggio rimanente decide di salire sul pozzo dell'ascensore con il rischio di destabilizzare la piscina. Mentre salgono, tremori esplosivi causano la rottura della scala e Janice perde la presa e cade in acqua. Nonostante il tentativo di Carter di salvarla, uno squalo afferra e trascina Janice sott'acqua, divorandola in modo brutale. Il resto del gruppo va avanti, incontrando Preacher. Carter e Scoggins vanno al laboratorio allagato per attivare un pannello di controllo che drena una scala verso la superficie, mentre Susan si dirige nella sua stanza per raccogliere un drive contenente il suo materiale di ricerca. Carter e Scoggins raggiungono il pannello di controllo, ma lo squalo Gen-2 arriva strappando a metà Scoggins e distruggendo i controlli. Nella sua stanza, Susan incontra un altro squalo e lo fulmina con un cavo di alimentazione, ma distruggendo il drive della sua ricerca nel processo.
Dopo essersi riorganizzati, Carter, Susan e Preacher vanno in una camera di decompressione e nuotano in superficie mentre usano bombole di ossigeno per attirare l'ultimo squalo mentre attacca. Dopo aver raggiunto la superficie, Preacher viene afferrato dallo squalo, riportando ferite alla gamba, ma viene rilasciato quando trafigge lo squalo in un occhio con il suo crocifisso. Mentre Preacher si riprende dalle ferite, Carter si rende conto che gli squali li hanno usati per affondare la struttura in modo che possano farsi strada attraverso le recinzioni in superficie: la parte immersa della recinzione è di titanio, ma quella in superficie è di semplice acciaio.
Consapevoli che uno squalo super-intelligente in libertà sia troppo pericoloso, Carter e Susan elaborano un piano per impedire allo squalo di scappare in mare aperto: Carter la colpirà con l'arpione, imbottito di esplosivo, mentre Susan collegherà il filo finale a una batteria, inviando una corrente elettrica alla carica esplosiva nell'arpione, uccidendo lo squalo. Tuttavia, Carter non riesce a inquadrare il bersaglio, poiché lo squalo è troppo lontano. Susan, allora, si taglia deliberatamente il palmo della mano e si tuffa in acqua. Sebbene riesca a distrarre lo squalo con il suo sangue, non riesce a uscire dall'acqua e viene presa  dall'ultimo squalo che scuotendola violentemente la strappa in due e la divora brutalmente, nonostante gli sforzi di Carter per salvarla. 
Mentre Carter tiene la pinna dorsale dello squalo, Preacher spara allo squalo con l'arpione ma trafigge anche la coscia di Carter. Carter ordina a Preacher di collegare il filo alla batteria, pur sapendo che farlo lo ucciderà. Carter riesce a liberarsi appena in tempo dopo che lo squalo riesce a sfondare la recinzione proprio prima che venga fatto saltare in aria. Riemerge e nuota fino a riva, riunendosi con Preacher. Qualche istante dopo, vedono la barca con i membri dell'altro turno avvicinarsi alla struttura che affonda.

## Produzione
Le riprese sono state realizzate principalmente in Messico, tra cui a Rosarito, dove sono state anche realizzate le inquadrature interne presso i Fox Baja Studios. Altre scene sono state effettuate a San Diego, in California.
Le riprese del film si sono svolte dal 3 agosto al 5 novembre 1998.

### Finale alternativo
Il primo finale girato includeva la dottoressa Susan McCallister che sopravvive baciando Carter, ma il pubblico era contrario e la riteneva rea delle morti dei personaggi attraverso i suoi squali. Renny Harlin la considerava comunque l'eroina del film, girando la scena dove lei si sacrifica facendo da esca viva per aiutare Carter con l'ultimo squalo e muore divorata.

## Distribuzione
Il film è stato distribuito nelle sale cinematografiche statunitensi il 28 luglio 1999, mentre in Italia il film è uscito il 19 novembre 1999.

## Accoglienza

### Critica
Il film ha ricevuto recensioni generalmente contrastanti da parte della critica. L'aggregatore di recensioni Rotten Tomatoes ha esaminato 114 recensioni e giudicato positivo il 60%, con il consenso della critica che recita: "Blu profondo non è Lo squalo, ma i fan dell'azione che cercano un po' di azione possono certamente fare - e quasi certamente hanno fatto - molto peggio per i brividi dei film di serie B".. Su Metacritic, un altro aggregatore di recensioni, il film ha un punteggio di 54 su 100, basato su 22 critici, indicando "recensioni contrastanti o medie". Il pubblico intervistato da CinemaScore ha assegnato al film una "B" come voto medio su una scala da A+ a F.
Scrivendo per Chicago Sun-Times, Roger Ebert ha dato al film tre stelle su quattro e lo ha elogiato come "un abile thriller", dicendo che Blu profondo "è essenzialmente una sequenza d'azione ben fatta dopo l'altra [...] non soffermarsi sugli effetti speciali (alcuni squali sembrano cartoni animati), ma sa usare il tempismo, la suspense, il movimento rapido e [soprattutto] la sorpresa.» Desson Howe del Washington Post ha osservato che, mentre la premessa del film sembra familiare, "conosce il suo pubblico e sa cosa li farà andare avanti - e persino se lo chiede". Scrivendo per il New York Times, Stephen Holden ha descritto il film come "un Titanic di basso livello spogliato di romanticismo e risonanza storica e fuso con Lo squalo, privato del simbolismo mitico e senza personaggi complessi", mentre Barbara Shulgasser di Chicago Tribune lo ha criticato per essere un'imitazione inferiore di Jurassic Park, ma ha elogiato la performance di LL Cool J e l'ambientazione realistica del film. Il recensore di Variety Robert Koehler ha ritenuto che gli squali generati dal computer fossero stati realizzati in modo incoerente, ma ha comunque evidenziato l'allagamento della struttura in modo molto positivo. Anche il dialogo tra le sequenze d'azione è stato elogiato, in particolare la "miscela di discorsi biblici, schiaffi e arguzia" di LL Cool J. Nonostante le sue poche battute, Thomas Jane ero vista come un personaggio carismatico e "una vera nuova star d'azione".

### Incassi
Costato 60 milioni di dollari, Blu profondo è stato distribuito il 30 luglio 1999 in 2.854 sale, incassando 19.107.643 dollari al suo primo weekend di programmazione negli Stati Uniti. Complessivamente ha guadagnato 73.648.142 dollari in patria e 91.000.000 dollari nel resto del mondo, per un totale di 164.648.142 dollari. La performance del film è stata paragonata a La mummia di Stephen Sommers e The Haunting di Jan de Bont, che aveva un budget simile e ha avuto un impatto significativo sul botteghino nell'estate del 1999.

## Riconoscimenti
- 2000 - Blockbuster Entertainment Award
  - Attore preferito in un film d'azione a LL Cool J
  - Candidatura come attrice esordiente preferita a Saffron Burrows
- 2000 - BMI Film & TV Award
  - BMI Film Music Award a Trevor Rabin
- 2000 - NAACP Image Award
  - Candidatura come miglior attore cinematografico a LL Cool J
- 2000 - Las Vegas Film Critics Society Award
  - Candidatura per i migliori effetti speciali a Jeffrey A. Okun

## Colonna sonora
La colonna sonora del film Blu profondo (Deep Blue Sea) è composta da Trevor Rabin e pubblicata su etichetta Varѐse Sarabande.
È stato inoltre pubblicato un Soundtrack Album che comprende canzoni di artisti vari e, come ultimo brano, una suite delle musiche composte da Trevor Rabin.

## Sequel
Nel 2018 è stato prodotto un sequel, chiamato Blu profondo 2, destinato però solo al mercato home video e uscito negli Stati Uniti il 17 aprile. Nel 2020 è uscito il terzo capitolo della saga, intitolato Blu profondo 3.